# Ornela Vorpsi

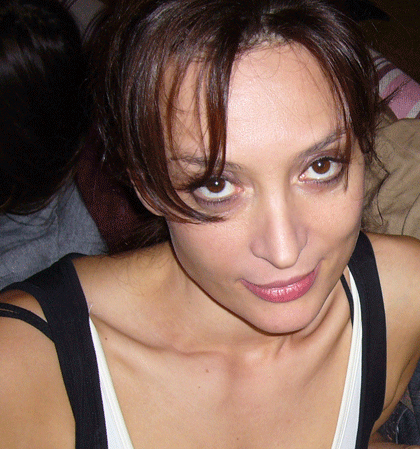
Ornela Vorpsi

Ornela Vorpsi (Tirana, 3 agosto 1968) è una scrittrice, pittrice e fotografa albanese residente in Italia.

## Biografia
Nata a Tirana nel 1968, Ornela Vorpsi ha studiato Belle Arti in Albania, poi, dal 1991, all'Accademia di Brera. Nel 1997 è emigrata a Parigi concludendo gli studi all'Université Paris VIII. Ha pubblicato la monografia fotografica Nothing Obvious (Scalo, 2001). In Italia ha pubblicato Il paese dove non si muore mai (Einaudi 2005; Premio Grinzane Cavour opera prima, Premio Viareggio Culture europee, Premio Vigevano, Premio Rapallo opera prima, Premio Elio Vittorini opera prima), Vetri rosa (Nottetempo 2006), La mano che non mordi (Einaudi 2007; Premio per la letteratura di viaggio l'Albatros città di Palestrina, Premio letterario nazionale città di Tropea), Bevete cacao Van Houten! (Einaudi 2010), e Fuorimondo (Einaudi 2012). 
I suoi libri sono tradotti in diciotto lingue.
È stata segnalata tra i 35 migliori scrittori europei nell'antologia Best European Fiction curata da Aleksandar Hemon (Dalkey Archive Press 2010).

## Romanzi
- Nothing obvious, Scalo Publishers, 2001 (monografia fotografica)
- Il paese dove non si muore mai, Einaudi, 2005
- Vetri rosa, Nottetempo, 2006
- La mano che non mordi, Einaudi, 2007
- Bevete cacao van Houten!, Einaudi, 2010, ISBN 978-88-06-17963-2
- Fuorimondo, Einaudi, 2012
- Viaggio intorno alla madre, Nottetempo, 2015